# 小齒石脂鯉
小齒石脂鯉，為輻鰭魚綱脂鯉目脂鯉亞目脂鯉科的其中一個種，為熱帶淡水魚，分布於南美洲厄瓜多安地斯山脈的淡水流域，體長可達34公分，棲息在底中層水域，生活習性不明。

## 扩展阅读
維基物種上的相關：小齒石脂鯉